# Jeonju MAG FC
Jeonju MAG Futsal Club – południowokoreański klub futsalowy z siedzibą w mieście Jeonju, obecnie występuje w najwyższej klasie rozgrywkowej Korei Południowej.

## Sukcesy
- Mistrzostwo Korei Południowej (6): 2009/10, 2012/13, 2013/14, 2014/15, 2016/17, 2017/18
- Puchar Korei Południowej (2): 2013, 2014